# Deutscher Photographen-Verein
Der Deutsche Photographen-Verein gilt als erste Vereinigung der Berufsfotografen. Die Gründung erfolgte 1876.

## Geschichte
Auf der konstituierenden Versammlung am 29. Dezember 1876 in Gotha war zunächst der „Thüringer Photographen-Verein“ gegründet worden. Einen Monat später auf dessen I. Wander-Versammlung in Jena am 31. Januar 1877 wurde dieser Name in Deutscher Photographen-Verein geändert. Karl Schwier, der an der Gewerbeakademie Berlin bei Hermann Wilhelm Vogel studiert hatte und ein Atelier in Weimar betrieb, war einer der Initiatoren. Der Sitz des Vereins war Weimar.
Ohne Einfluss auf die Wahl des Namens blieb die Tatsache, dass der Photographische Verein zu Berlin bereits im Jahr 1868 beschlossen hatte, sich fortan Deutscher Photographen-Verein zu nennen, um sich Photographen und auch Personen, die im Handel und/oder der Entwicklung für die Photographie in anderen Städten tätig waren, zu öffnen. Mitte des Jahres 1869 spaltete sich diese Vereinigung allerdings in einen neugegründeten „Verein zur Förderung der Photographie“ und fortan wieder „Photographischer Verein zu Berlin“ nennenden Verein auf.
Nach dem Deutsch-Französischen Krieg (1870/71) und der Gründung des Deutschen Reichs „breitete sich in ganz Deutschland ein »Einigkeit-macht-stark«-Enthusiasmus aus, der eine Welle von vaterländischen, kulturellen und ständischen Vereinsgründungen nach sich zog. Jeder der unzähligen Zusammenschlüsse hoffte durch »Einigkeit« alle möglichen Sonderinteressen durchsetzen zu können. So fand die Idee eines unabhängigen, »gesamtdeutschen« Fotografenvereins, der sich um die besonderen Belange der Berufsfotografen zu kümmern hätte, überall Anklang.“

Das Photographisches Wochenblatt war das erste Vereinsorgan. Nachdem sich Schwier und der Besitzer des Blattes Herr Benekendorf 1877 zerstritten hatten, erschien als Vereinsorgan die Deutsche Photographen-Zeitung, die Schwier von 1876 bis 1920 in Leipzig verlegte. 1924 stellte die Zeitung ihr Erscheinen ein. Die Auflage wurde 1895 in der Festzeitung mit 3.300 Exemplaren angegeben.
Ab 1882 erschien als Jahrbuch der „Deutscher Photographen-Kalender“ im Verlag der Deutschen Photographen-Zeitung. Er stellte sein Erscheinen 1918 ein.
Einmal jährlich fanden in „Wanderversammlungen“ statt, über die regelmäßig ein Bericht über die … Wanderversammlung … erschien. Anlässlich und während solcher Versammlungen fanden Ausstellungen statt, zu denen die Photographen ihre Arbeiten einreichen konnten. Zeitweilig fanden auch Prämierungen statt.
Ein wichtiger Aspekt der Arbeit eines Photographen kam auf der 22. Wanderversammlung in Hildesheim zu Sprache, die Fortsetzung der Erwerbstätigkeit an Sonntagen. Photographische Ateliers wurden an Sonntagen wesentlich stärker frequentiert als an anderen Tagen. Zum einen trugen die potentiellen Kunden ihren „Sonntagsstaat“, in dem man sich angemessen porträtieren lassen konnte, zum anderen hatte man einen arbeitsfreien Tag.
Der Deutsche Photographen-Verein zählte sich zu den mitgliederstärksten Vereinigungen im Interesse der Photographie in Europa. Für das Jahr 1895 publizierte die „Officielle Fest-Zeitung“ eine Zahl von 802 Mitgliedern.

## Mitgliederverzeichnisse
- 1878 Deutsche Photographen-Zeitung. S. 1ff. urn:nbn:de:gbv:32-1-10039231418
- 1900 Deutsche Photographen-Zeitung. S. 59ff. urn:nbn:de:gbv:32-1-10039374771
- 1902 Deutsche Photographen-Zeitung. S. 79ff. doi:10.25534/tudigit-14421#0085